# 1955年モナコグランプリ
座標: 北緯43度44分4.74秒 東経7度25分16.8秒 / 北緯43.7346500度 東経7.421333度
1955年モナコグランプリ (1955 Monaco Grand Prix) は、1955年のF1世界選手権第2戦として、1955年5月22日にモンテカルロ市街地コースで開催された。
当レースには「ヨーロッパグランプリ」の冠がかけられた。
レースは100周で行われ、フェラーリのモーリス・トランティニアンが予選9位から優勝、ランチアのエウジェニオ・カステロッティが2位、マセラティのジャン・ベーラとチェーザレ・ペルディーサが車両を共有して3位となった。

## レース概要
1950年以来、5年ぶりにモンテカルロ市街地コースでF1が開催された。
メルセデスは曲がりくねった市街地コース用にショートホイールベース仕様のW196をファン・マヌエル・ファンジオとスターリング・モスに用意した。通常仕様のハンス・ヘルマンは予選でクラッシュして重症を負い、アンドレ・シモンが急遽代走に起用された。予選はファンジオ、アルベルト・アスカリ、モスが0.1秒差にひしめく大混戦で、決勝もこの3人を軸として進んでいった。数周するとファンジオとモスのメルセデス勢が先行し、アスカリ、エウジェニオ・カステロッティ、ジャン・ベーラが追う展開になる。50周目にファンジオがトランスミッションを壊してしまいコース脇に止まりリタイアすると消耗戦の様相が増す。これでモスがトップに立ち、2位にアスカリが続き、モーリス・トランティニアンが3位まで上がっていた。80周を過ぎるとモスの視界に2位のアスカリのマシンが見え始めた。アスカリは周回遅れにされまいとブレーキが不調なマシンに鞭を打ちペースを上げていく。すると、モスがトンネルに差し掛かるところで白煙を上げてスローダウンしてしまい、メルセデスのモナコGP制覇の夢は潰えた。これでトップに立ったアスカリだったが、背後のモスがリタイアしたことを知らず、ペースを上げたまま海側のシケインに差し掛かる。焦りとブレーキ不調が重なり、コース脇の藁束を引っ掛けて姿勢を乱すと、アスカリはマシンともども海中に飛び込んでしまった。アスカリは自力で水面に上がって潜水夫の救助を受けたが、鼻の打撲と酷いショックを受けたこと以外は幸いにも無事だった。これでトップに立ったのはトランティニアンで、2位のカステロッティがトランティニアンに迫ったが、ヘアピンでミスを犯し勝敗は決した。トランティニアンとイングルベールタイヤにとってはF1初勝利で、フランス人初のF1ウイナーとなった。地元モナコ出身のルイ・シロンは6位で完走し、55歳292日のF1最年長出走記録を達成した。
当レースから僅か4日後、アスカリがモンツァ・サーキットで事故死した。週末のスポーツカーレースに備えて同地で練習走行していたフェラーリのピットを訪れたアスカリは、後輩カステロッティのマシンを借りてコースに出ていくとクラッシュを起こし、ほぼ即死の状態だった。クラッシュの原因は最後までわからなかった（詳細はアルベルト・アスカリ#事故死を参照）。アスカリ事故死の報せを受け、既に資金的に行き詰まっていたランチアはGP参戦計画の中止を表明した。

## エントリーリスト
| No.     | ドライバー                            | エントラント                           | コンストラクター | シャシー | エンジン                   | タイヤ |
| ------- | ------------------------------------- | -------------------------------------- | ---------------- | -------- | -------------------------- | ------ |
| 2       | ファン・マヌエル・ファンジオ          | ダイムラー・ベンツ                     | メルセデス       | W196     | メルセデス M196 2.5L L8    | C      |
| 4       | ハンス・ヘルマン アンドレ・シモン 1   | ダイムラー・ベンツ                     | メルセデス       | W196     | メルセデス M196 2.5L L8    | C      |
| 6       | スターリング・モス                    | ダイムラー・ベンツ                     | メルセデス       | W196     | メルセデス M196 2.5L L8    | C      |
| 8       | ロベール・マンヅォン                  | エキップ・ゴルディーニ                 | ゴルディーニ     | T16      | ゴルディーニ 23 2.5L L6    | E      |
| 10      | ジャック・ポレー                      | エキップ・ゴルディーニ                 | ゴルディーニ     | T16      | ゴルディーニ 23 2.5L L6    | E      |
| 12      | エリー・バイヨル                      | エキップ・ゴルディーニ                 | ゴルディーニ     | T16      | ゴルディーニ 23 2.5L L6    | E      |
| 14      | ルイ・ロジェ                          | エキュリー・ロジェ                     | マセラティ       | 250F     | マセラティ 250F1 2.5L L6   | P      |
| 18      | マイク・ホーソーン                    | ヴァンウォール・プロダクツ・リミテッド | ヴァンウォール   | VW55     | ヴァンウォール 254 2.5L L4 | P      |
| 20      | ケン・ウォートン 2                    | ヴァンウォール・プロダクツ・リミテッド | ヴァンウォール   | VW55     | ヴァンウォール 254 2.5L L4 | P      |
| 22      | ランス・マックリン                    | スターリング・モス・リミテッド         | マセラティ       | 250F     | マセラティ 250F1 2.5L L6   | D      |
| 24      | テッド・ホワイタウェイ                | テッド・ホワイタウェイ                 | HWM              | 53       | アルタ GP 2.5L L4          | D      |
| 26      | アルベルト・アスカリ                  | スクーデリア・ランチア                 | ランチア         | D50      | ランチア DS50 2.5L V8      | P      |
| 28      | ルイジ・ヴィッロレージ                | スクーデリア・ランチア                 | ランチア         | D50      | ランチア DS50 2.5L V8      | P      |
| 30      | エウジェニオ・カステロッティ          | スクーデリア・ランチア                 | ランチア         | D50      | ランチア DS50 2.5L V8      | P      |
| 32      | ルイ・シロン                          | スクーデリア・ランチア                 | ランチア         | D50      | ランチア DS50 2.5L V8      | P      |
| 34      | ジャン・ベーラ                        | オフィシーネ・アルフィエリ・マセラティ | マセラティ       | 250F     | マセラティ 250F1 2.5L L6   | P      |
| 36      | ロベルト・ミエレス                    | オフィシーネ・アルフィエリ・マセラティ | マセラティ       | 250F     | マセラティ 250F1 2.5L L6   | P      |
| 38      | ルイジ・ムッソ                        | オフィシーネ・アルフィエリ・マセラティ | マセラティ       | 250F     | マセラティ 250F1 2.5L L6   | P      |
| 40      | チェーザレ・ペルディーサ              | オフィシーネ・アルフィエリ・マセラティ | マセラティ       | 250F     | マセラティ 250F1 2.5L L6   | P      |
| 42      | ジュゼッペ・ファリーナ                | スクーデリア・フェラーリ               | フェラーリ       | 625      | フェラーリ Tipo555 2.5L L4 | E      |
| 44      | モーリス・トランティニアン            | スクーデリア・フェラーリ               | フェラーリ       | 625      | フェラーリ Tipo555 2.5L L4 | E      |
| 46      | ハリー・シェル                        | スクーデリア・フェラーリ               | フェラーリ       | 555      | フェラーリ Tipo555 2.5L L4 | E      |
| 48      | ピエロ・タルッフィ ポール・フレール 3 | スクーデリア・フェラーリ               | フェラーリ       | 555      | フェラーリ Tipo555 2.5L L4 | E      |
| ソース: |                                       |                                        |                  |          |                            |        |

追記
- ^1 - ヘルマンは予選でクラッシュして重症を負ったため、シモンが代走[4]
- ^2 - ウォートンは負傷のため欠場
- ^3 - 交代要員としてエントリー

## 結果

### 予選
| 順位    | No. | ドライバー                   | コンストラクター | タイム | 差     |
| ------- | --- | ---------------------------- | ---------------- | ------ | ------ |
| 1       | 2   | ファン・マヌエル・ファンジオ | メルセデス       | 1:41.1 | —      |
| 2       | 26  | アルベルト・アスカリ         | ランチア         | 1:41.1 | 0.0    |
| 3       | 6   | スターリング・モス           | メルセデス       | 1:41.2 | + 0.1  |
| 4       | 30  | エウジェニオ・カステロッティ | ランチア         | 1:42.0 | + 0.9  |
| 5       | 34  | ジャン・ベーラ               | マセラティ       | 1:42.5 | + 1.4  |
| 6       | 36  | ロベルト・ミエレス           | マセラティ       | 1:43.7 | + 2.6  |
| 7       | 28  | ルイジ・ヴィッロレージ       | ランチア         | 1:43.7 | + 2.6  |
| 8       | 38  | ルイジ・ムッソ               | マセラティ       | 1:44.3 | + 3.2  |
| 9       | 44  | モーリス・トランティニアン   | フェラーリ       | 1:44.4 | + 3.3  |
| 10      | 4   | アンドレ・シモン             | メルセデス       | 1:45.4 | + 4.3  |
| 11      | 40  | チェーザレ・ペルディーサ     | マセラティ       | 1:45.6 | + 4.5  |
| 12      | 18  | マイク・ホーソーン           | ヴァンウォール   | 1:45.6 | + 4.5  |
| 13      | 8   | ロベール・マンヅォン         | ゴルディーニ     | 1:46.0 | + 4.9  |
| 14      | 42  | ジュゼッペ・ファリーナ       | フェラーリ       | 1:46.1 | + 5.0  |
| 15      | 48  | ピエロ・タルッフィ           | フェラーリ       | 1:46.4 | + 5.3  |
| 16      | 12  | エリー・バイヨル             | ゴルディーニ     | 1:46.7 | + 5.6  |
| 17      | 14  | ルイ・ロジェ                 | マセラティ       | 1:46.8 | + 5.7  |
| 18      | 46  | ハリー・シェル               | フェラーリ       | 1:46.9 | + 5.8  |
| 19      | 32  | ルイ・シロン                 | ランチア         | 1:47.3 | + 6.2  |
| 20      | 10  | ジャック・ポレー             | ゴルディーニ     | 1:49.4 | + 8.3  |
| 21      | 22  | ランス・マックリン           | マセラティ       | 1:49.4 | + 8.3  |
| 22      | 24  | テッド・ホワイタウェイ       | HWM-アルタ       | 1:57.2 | + 16.1 |
| ソース: |     |                              |                  |        |        |

### 決勝
| 順位    | No. | ドライバー                              | コンストラクター | 周回数 | タイム/リタイア原因                | グリッド | ポイント |
| ------- | --- | --------------------------------------- | ---------------- | ------ | ---------------------------------- | -------- | -------- |
| 1       | 44  | モーリス・トランティニアン              | フェラーリ       | 100    | 2:58:09.8                          | 9        | 8        |
| 2       | 30  | エウジェニオ・カステロッティ            | ランチア         | 100    | +20.2                              | 4        | 6        |
| 3       | 34  | ジャン・ベーラ チェーザレ・ペルディーサ | マセラティ       | 99     | +1 Lap                             | 5        | 2        |
| 4       | 42  | ジュゼッペ・ファリーナ                  | フェラーリ       | 99     | +1 Lap                             | 14       | 3        |
| 5       | 28  | ルイジ・ヴィッロレージ                  | ランチア         | 99     | +1 Lap                             | 7        | 2        |
| 6       | 32  | ルイ・シロン                            | ランチア         | 95     | +5 Laps                            | 19       |          |
| 7       | 10  | ジャック・ポレー                        | ゴルディーニ     | 91     | +9 Laps                            | 20       |          |
| 8       | 48  | ピエロ・タルッフィ ポール・フレール     | フェラーリ       | 86     | +14 Laps                           | 15       |          |
| 9       | 6   | スターリング・モス                      | メルセデス       | 81     | +19 Laps                           | 3        |          |
| Ret     | 40  | チェーザレ・ペルディーサ ジャン・ベーラ | マセラティ       | 86     | スピンオフ                         | 11       |          |
| Ret     | 26  | アルベルト・アスカリ                    | ランチア         | 80     | アクシデント                       | 2        |          |
| Ret     | 46  | ハリー・シェル                          | フェラーリ       | 68     | エンジン                           | 18       |          |
| Ret     | 36  | ロベルト・ミエレス                      | マセラティ       | 64     | トランスミッション                 | 6        |          |
| Ret     | 12  | エリー・バイヨル                        | ゴルディーニ     | 63     | トランスミッション                 | 16       |          |
| Ret     | 2   | ファン・マヌエル・ファンジオ            | メルセデス       | 49     | トランスミッション                 | 1        | 1        |
| Ret     | 8   | ロベール・マンヅォン                    | ゴルディーニ     | 38     | ギアボックス                       | 13       |          |
| Ret     | 4   | アンドレ・シモン                        | メルセデス       | 24     | エンジン                           | 10       |          |
| Ret     | 18  | マイク・ホーソーン                      | ヴァンウォール   | 22     | スロットル                         | 12       |          |
| Ret     | 14  | ルイ・ロジェ                            | マセラティ       | 8      | 燃料漏れ                           | 17       |          |
| Ret     | 38  | ルイジ・ムッソ                          | マセラティ       | 7      | トランスミッション                 | 8        |          |
| DNQ     | 22  | ランス・マックリン                      | マセラティ       |        | 予選不通過                         |          |          |
| DNQ     | 24  | テッド・ホワイタウェイ                  | HWM-アルタ       |        | 予選不通過                         |          |          |
| DNQ     | 4   | ハンス・ヘルマン                        | メルセデス       |        | 予選でアクシデント（シモンに交代） |          |          |
| ソース: |     |                                         |                  |        |                                    |          |          |

## 注記
ラップリーダー
- ファン・マヌエル・ファンジオ (49周)
- スターリング・モス (31周)
- モーリス・トランティニアン (20周)

車両共有
- 34号車: ジャン・ベーラ (42周)、チェーザレ・ペルディーサ (57周)。3位に入賞したため、両者に2点が与えられた。
- 48号車: ピエロ・タルッフィ (50周)、ポール・フレール (36周)
- 40号車: チェーザレ・ペルディーサ (40周)、ジャン・ベーラ (46周)

F1デビュー
- チェーザレ・ペルディーサ - 初入賞(3位)と初表彰台も記録
- テッド・ホワイタウェイ - 予選不通過

その他
- ルイ・シロンが55歳292日の最年長出走記録を更新。6位で完走して最年長完走記録も更新した。

## 第2戦終了時点のランキング
ドライバーズ・チャンピオンシップ
|    | 順位 | ドライバー                   | ポイント |
| -- | ---- | ---------------------------- | -------- |
| 1  | 1    | モーリス・トランティニアン   | 11 1⁄3   |
| 1  | 2    | ファン・マヌエル・ファンジオ | 10       |
| 1  | 3    | ジュゼッペ・ファリーナ       | 6 1⁄3    |
| 10 | 4    | エウジェニオ・カステロッティ | 6        |
| 1  | 5    | ホセ・フロイラン・ゴンザレス | 2        |

- 注:  トップ5のみ表示。ベスト5戦のみがカウントされる。